# Kwango
Kwango er en provins i Den Demokratiske Republik Congo. Den er en af de 21 provinser, der blev oprettet ved opdelingen i 2015. Provinserne Kwango-, Kwilu- og Mai-Ndombe er resultatet af opdelingen af den tidligere Bandundu-provins. Kwango blev dannet af Kwango-distriktet, og byen Kenge blev gjort til provinshovedstad og dermed fik bystatus.
Provinsen har sit navn fra Kwangofloden, der er en biflod til Kasaifloden, der udgør en del af den landegrænsen mellem DRC og Angola.

## Byer/områder
Hovedstaden i Kwango-distriktet er Kenge, og andre byer i regionen er Popokabaka, Feshi, Kasongo Lunda, Lusanga og Kahemba. Provinsen ligger i den sydvestlige del af DRC og grænser op til Angola mod syd.  I provinsen ligger territorierne:
- Feshi
- Kahemba
- Kasongo Lunda
- Kenge
- Popokabaka

## Historie
Kwango eksisterede tidligere som en provins fra 1962 til 1966.
Fra 1966 til 2015 blev Kwango administreret som et distrikt under Bandundu-provinsen, og vendte senere tilbage til provinsstatus med hovedstad i byen Kenge den 18. juli 2015.